# Turritopsis dohrnii
Sứa bất tử (Danh pháp khoa học: Turritopsis dohrnii) là một loài sứa biển trong họ Oceaniidae phân bố ở vùng biển Địa Trung Hải, chúng còn được gọi là sứa bất tử do có khả năng đảo ngược vòng đời của mình. Loài sứa này có thể quay ngược vòng đời từ khi trưởng thành trở lại thời kỳ sinh vật đơn bào và tiếp tục phát triển. Cơ chế này được thực hiện thông qua quá trình chuyển biệt hóa (transdifferentiation) khi các tế bào trong cơ thể con sứa tự biến đổi trở thành tế bào mới. Loài sinh vật này có thể tái tạo lại các mô cơ thể, sử dụng tế bào gốc để không bao giờ chết. Về mặt lý thuyết, quá trình này có thể diễn ra vô tận, khiến cho loài sứa trở nên bất tử về mặt sinh học, mặc dù trong thực tế chúng vẫn có thể chết. Trong tự nhiên, hầu hết các cá thể thường bị ăn hoặc bị bệnh trong giai đoạn medusa mà không trở lại dạng polyp.